# Колісники (Прилуцький район)
Колі́сники — село в Україні, у Прилуцькому районі Чернігівської області. Населення становить 273 осіб. Входить до складу Сухополов'янської сільської громади. Розташоване за 15 км від райцентру та за 140 км від Києва.

## Історія

### Давні часи
Колісники розташовані в лісостеповій місцевості. Свою назву село отримало від козака Колісника, якого так прозивали, бо славився він своєю майстерністю виготовляти колеса до возів. За іншою версією, гарні колеса тут вміли робити всі, хто жив у селі, та потім продавали їх на місцевому базарі. А ще одна легенда ствержує, що назва походить від назви річки Колосник, що тут нібито раніше протікала.

Перша згадка про Колісники, як поселення, датується 1666 роком, як про вільне військове село Гетьманщини, «до ратуші Прилуцької прислушаюче». В Переписних книгах на оподаткування ревізори вказали 14 господарств селян, з них 7 — «орали на 4-х волах» та 7 — «на 2-х волах»; козаки не показані. В цей час в Колісниках вже була своя церква, яка пізніше згоріла.

1690 року гетьман Іван Мазепа своїм указом надав село в розпорядження полковому сотнику Я. К. Золотаренку. 1711 року гетьман Іван Скоропадський віддав Колісники полковому сотнику І. Марковичу. Після його смерті 1724 року, селом володіла його вдова — Софія. Марковичі залишалися власниками селян до 60-х років ХІХ ст. Потім село було продане поміщику Ліскевичу. На 1737 рік в селі налічувалось 69 господарств селян, 1 господарство підсусідок, 8 господарств козаків (3 виборних і 5 підпомічників). У 1780 році в Колісниках — 64 двори (75 хат) селян, 4 двори (10 хат) підсусідків та 7 дворів (21 хата) козаків. На 1797 рік в селі налічується 325 душ чоловічої статі податкового населення.

До селянської реформи 1861 року, яка юридично скасувала кріпацтво в Російській імперії, у селі налічувалось 170 дворів, 40 сімей належали до реєстру козаків, а решта були кріпаками вже згадуваного Марковича. Козаки жили заможніше, ніж селяни, або кріпаки, які працювали у поміщика.
У 1861-66 pp. козаки, державні та казенні селяни Колісників були підпорядковані Мацїївському Волосному правлінню відомства Палати державного майна, а тимчасовозобов'язані селяни — Радьківському Волосному правлінню тимчасовозобов'язаних селян. Після реорганізації волостей село 1867 року ввійшло до Малодівицької волості 1-го стану. Тут діяли: дерев'яна Миколаївська церква, споруджена вже в 1872 році, заїжджий двір, шинок, крамниця, 11 вітряків, 2 олійниці.
У 1862 році у селі володарському казеному та козачому Колісники була церква, 2 заводи та 65 дворів де жило 492 особи
У 1911 році у селі Колісники була Миколаївська церква, церковно-парафійна школа та жило 1396 осіб
На 1886 рік в селі проживає 722 жителі — 34 двори козаків, 5 дворів селян державних, 12 дворів селян казенних, 73 дворів селян-власників, які входили до трьох сільських громад (колишні Маркевича, Миницького, Величківське), 7 дворів міщан та інші. Власниками земель в Колісниках у другій половині XIX — на початок XX ст. були поміщики Г. Ф. Юскевич та А. І. Домонтович.

Станом на 1910 рік в Колісниках налічується 971 житель на 174 господарства; з них козаків — 45, селян 118, євреїв — 2, ін. непривілейованих — 7, привілейованих — 2, у тому числі 19 теслярів, 3 кравці, 5 шевців, 15 ткачів, 13 візників, 29 поденників, 7 займалися інтелігентними та 124 — ін. неземлеробськими заняттями, все інше доросле населення займалося землеробством. Тут було 847 десятин придатної землі.

Напередодні 1917 року в Колісниках проживало 950 чоловік в 230 дворах, в 1925 році — 1037 жителі в 229 дворах. В 30-х роках церкву перебудували на клуб. Тоді ж була організована хата — читальня, а при ній невелика бібліотека. Сільських дітей навчали у двокласній церковно-приходській школі.

Колгосп засновано 1928 року, та хоч село було і велике, вступило в нього тільки 9 сімей. Наступного року в селі розпочала роботу промислова артіль по виробництву цегли, черепиці та гончарського посуду. В ці роки село жило спокійно, та навіть, заможно.
Потім почалося колективізація, і у тих, хто не вступив до колгоспу, забрали все, що було в господарстві. За вказівкою радянських партійних органів було проведено розкуркулення, та ліквідовано, як класового ворога, господарства заможних селян: О. Будики, Д. Будики, А. Господаренка, О. Цюкура, А. Ткаченка, В. Степаненка, О. Романця. Керівництво колгоспу, голова сільської ради допускали примус, рукоприкладство, залякування, навіть пограбування до деяких селян, які спочатку відмовлялись вступати до колгоспу. Тож з січня 1930 року жителі села почали масово вступати до колгоспу і до кінця березня, боячись суворого покарання, вже всі селянські господарства об'єдналися. Працювали люди тяжко, та за свою працю вони майже нічого не отримували.

### Голодомор
Саме це слово наводить страх і назавжди поселилося в пам'яті очевидців. Голод почався з 1932 року, коли у мешканців села забрали і вивезли все зерно. Люди почали помирати від голоду. За осінь померло 70 осіб.

В 1933-му було ще гірше. Помирали сім'ями. Дике безправ'я. Скрізь по селу валялись трупи людей, не було кому їх ховати.

Манжола І. А. тоді ще був малим, згадував, що у двір вилазив на колінах, щоб поїсти щавлю. Люди їли, що доводилось: пекли коржі з липи, конюшини, щавлю.

Чабала М. розповідала, що їй на той час було 10 років. Її мати зашила вузлики з крупами у подушки. Прийшли активісти- забрали все. Її віддали до родичів доглядати двох дітей. Ті мали корову, завдяки якій вони і вижили.

Після голодомору в селі залишилась третина населення.

### Друга світова війна
Рівно два роки Колісники знаходилось в окупації з 18 вересня 1941 по 18 вересня 1943 року. Жителі села допомагали партизанам, які знаходились в Ічнянському лісі. Після успішно проведеної партизанами операції в сусідньому селі, коли було перебито угорський загін, який охороняв залізничний міст, німці, щоб помститися, почали готувати масове знищення населення Колісників. Село було оточене з усіх боків та партизани зав'язали з німцями бій і ті відступили. Катастрофа, яка повисла над селом, була відвернута завдяки енергійним діям партизанського загону та швидкому просуванню радянських військ.

115 жителів села Колісники не повернулись з війни.

### Сьогодення
1991 року жителі села підтримали державну незалежність України. Після розпаду колгоспу землю в Колісниках обробляє Прилуцький хлібозавод. В селі з'явилися приватні підприємці, діє туристичний комплекс «Княжий». Село негазифіковане.
До 2019 року орган місцевого самоврядування — Колісниківська сільська рада.

## Мікротопоніми
Село Колісники поділене на кутки. Від прізвища поселенця Білки — Білкин куток. Куток, який знаходиться на перехресті доріг називається Потік, бо першим стає на шляху води, коли йде дощ чи тане сніг навесні і біжить з лісу до села. Манжолин ставок отримав назву від козака Манжоли, який жив тут ще за часів Катерини II. Хоч деякі старожили запевняють, що ще їхні батьки пам'ятають: на місці ставка протікала невеличка річечка Манжилка. Дорога, яка веде з села через залізничне полотно до лісу, називається Рубаною, бо раніше тут був великий ліс і дорогу «прорубали». Неподалік від залізничної станції є Стрілкова поляна, що свідчить — десь недалеко стрілка — залізничний пост. Пан Демків залишив по собі пам'ять Демковим полем. Жидівське поле належало багатому корчмарю — єврею. Є поблизу Колісників поле схоже на чобіт. Його дотепні люди і прозвали «Чобіт». А ще є поле Лисі гори. Якщо здалеку поглянути, то ніколи не розгледиш, що там посіяно. Поле — наче лисе. Кар'єр, де брали глину для виробництва цегли, і досі називається Єфремове провалля.

## Населення

### Мова
Розподіл населення за рідною мовою за даними перепису 2001 року:
| Мова       | Кількість | Відсоток |
| ---------- | --------- | -------- |
| українська | 266       | 97.44%   |
| російська  | 7         | 2.56%    |
| Усього     | 273       | 100%     |

## Відомі люди
- В селі Колісники народився Герой Радянського Союзу Малка Іван Трохимович Меморіальна дошка на його честь встановлена на приміщенні сільської ради.
- Господаренко Олександр Андрійович (нар. 1917 — † 1945) — повний кавалер ордена Слави.[6]
- Євдокімова Ангеліна Володимирівна (2001—2022) — молодший сержант Збройних сил України, учасник російсько-української війни.